# Félix de Azúa
Félix de Azúa Comella (Barcellona, 30 aprile 1944) è uno scrittore spagnolo, membro della Real Academia Española.

## Biografia
Félix de Azúa Comella è laureato in Lettere e Filosofia presso l'Università di Barcellona, con tesi intitolata Aspectos de la estética de Diderot: El doble modelo neoclásico-romántico discussa nel 1982, con relatrice José María Valverde Pacheco.
A carriera letteraria già avviata agli inizi degli anni settanta, si trasferì per tre anni da Madrid a Parigi, dove conciliò i seminari universitari con l'ambiente delle conversazioni del Quartiere Latino, frequentando il cafè La Boule d'Or con Agustín García Calvo, colui che considerò suo insegnante e che lo avvicinò alla dedizione per la Filosofia.
Negli anni ottanta diventa docente universitario, inizialmente presso la Facoltà di Filosofia e Scienze dell'Educazione di Zorroaga (San Sebastián), successivamente all'Università del Paese Basco e poi presso la Scuola Tecnica Superiore di Architettura dell'Università Politécnica di Catalogna, dove nel 1993 ha ottenuto attraverso un concorso il posto di docente nell'area della conoscenza dell'Estetica e della Teoria delle Arti. È stato nominato direttore del Liceo Cervantes di Parigi, carica mantenuta dal 1993 al 1995 e da cui si è dimesso per differenze politiche dai responsabili del Ministero degli Affari Esteri. È collaboratore abituale dei quotidiani El País e El Periódico de Catalunya, come editorialista, articolista e istigatore culturale.
Nel suo percorso poetico fu inizialmente legato alla generazione dei novísimos, da quando nel 1970 Josep Maria Castellet lo inserì nell'antologia Nueve novísimos poetas españoles accanto ai poeti Pere Gimferrer, Vicente Molina Foix, Leopoldo María Panero, Guillermo Carnero e Ana María Moix. Con questa antologia assunse un ruolo rilevante nella poesia spagnola contemporanea, anche se subito rinnegò il suo mestiere esclusivo di poeta. La sua poesia è considerata fredda ed ermetica, ruotando sugli assi tematici del vuoto e del nulla. Per quanto riguarda la produzione narrativa e di prosa letteraria spicca per il suo carattere riflessivo e culturalista, anche con la presenza di grandi dosi di ironia e sarcasmo, soprattutto nei testi più recenti.
A metà del primo decennio del XXI secolo, durante l'iter legislativo della riforma statutaria catalana, è stato uno dei quindici firmatari dei due manifesti della piattaforma politica Ciutadans di Catalunya (2005 e 2006) a favore della costituzione di una formazione politica che si definiva non nazionalista. Verso la fine del 2011, decide di trasferirsi a Madrid insieme alla sua compagna, l'architetto Eva Fidalgo Elices (18 gennaio 1974), con cui ha una figlia.
Dal 2015 è membro della Reale Accademia Spagnola, in cui gli è stato assegnata la cattedra H, succedendo Martín di Riquer.

## Controversie
A marzo 2016, durante un'intervista per la rivista Tiempo, Félix de Azúa ha dichiarato riguardo al sindaco di Barcellona, Ada Colau, che "dovrebbe vendere il pesce". La suddetta dichiarazione, ritenuta maschilista e classista, ha portato alla condanna da parte di vari settori della società spagnola, alla raccolta di più di 110.000 firme a favore della sua espulsione dalla Reale Accademia Spagnola, nonché alla reazione di Ada Colau, che ha affermato che "nelle future definizioni di maschilismo e classismo della RAE, il signor Azúa potrà citare se stesso".

## Premi

### Opere letterarie
- 1987 - V Premio Herralde per romanzi per Diario de un hombre humillado, Barcellona, Editorial Anagrama
- 2012 - XXXVII Premio César González-Ruano del giornalismo per l'articolo Contra Jeremías[8], Madrid, Fundación Mapfre
- 2014 - Premio Internazionale del Saggio Caballero Bonald per il suo libro Autobiografía de papel.

### Carriera
- 2000 - Premio Internazionale Sebetia-Ter. Cultura: Arte e Letteratura. Napoli: Centro di Studi di Arte e Cultura di Napoli Sebetia-Ter.
- 2001 - VII Premio de reconocimiento a la Tolerancia. Barcellona: Associazione per la Tolerancia.

## Opere

### Poesie
- Cepo para nutria. Madrid, Pájaro de papel, 1968.
- El velo en el rostro de Agamenón (1966-1969). Barcellona, El Bardo, 1970.
- Edgar en Stéphane. Barcellona, Lumen, 1971. ISBN 84-264-2904-1 ISBN 978-84-264-2904-9
- Lengua de cal. Madrid, Visor, 1972.
- Pasar y siete canciones. Barcellona, La Gaya Ciencia, 1977. ISBN 84-7080-917-2 ISBN 978-84-7080-917-0
- Poesía (1968-1978). Madrid, Hiperión, 1979. ISBN 84-85272-52-8 ISBN 978-84-85272-52-5 Riunisce i cinque libri precedenti.
- Farra. Madrid, Hiperión, 1983. ISBN 84-7517-087-0 ISBN 978-84-7517-087-9
- Poesía (1968-1989). Madrid, Hiperión, 1989. 246 pagine. ISBN 84-7517-271-7 ISBN 978-84-7517-271-2 Raccolta dei sei libri precedenti.
- Última sangre (Poesía 1968-2007). Barcellona, Bruguera, 200. 259 pagine, ISBN 978-84-02-42035-0 Raccoglie i libri precedenti.

### Romanzi e prosa letteraria
- Las lecciones de Jena. Barcellona, Barral, 1972. ISBN 84-211-0247-8 ISBN 978-84-211-0247-3
- Las lecciones suspendidas. Madrid, Alfaguara, 1978. ISBN 84-204-2030-1 ISBN 978-84-204-2030-1
- Última lección. Madrid, Legasa, 1981.138 pagine. ISBN 84-85701-56-9 ISBN 978-84-85701-56-8
- Mansura. Barcellona, Anagrama, 1984. 176 pagine. ISBN 84-339-1710-2 ISBN 978-84-339-1710-2
- Historia de un idiota contada por él mismo o El contenido de la felicidad. Barcellona, Anagrama, 1986. 126 pagine. ISBN 84-339-1738-2 ISBN 978-84-339-1738-6
- Diario de un hombre humillado. Barcellona, Anagrama, 1987. 288 pagine. V Premio Herralde. ISBN 84-339-1756-0 ISBN 978-84-339-1756-0
- Cambio de bandera. Barcellona, Anagrama, 1991. 254 pagine. ISBN 84-339-0930-4 ISBN 978-84-339-0930-5
- Demasiadas preguntas. Barcellona, Anagrama, 1994. 208 pagine. ISBN 84-339-0966-5 ISBN 978-84-339-0966-4
- Momentos decisivos. Barcellona, Anagrama, 2000. 368 pagine. ISBN 84-339-2452-4 ISBN 978-84-339-2452-0

### Racconti
- Quien se vio, in Tres cuentos didácticos. Barcellona, La Gaya Ciencia, 1975. ISBN 84-7080-016-7 ISBN 978-84-7080-016-0
- La venganza de la verdad. Madrid, Hiperión, 1978.
- El largo viaje del mensajero. Barcellona, Editorial Antártida, 1991. 48 pagine. ISBN 84-7596-274-2 ISBN 978-84-7596-274-0
- Herédame, El País, 1985. ISSN 1697-9397.
- El trencadizo, Cuenca, Antojos, 1989. Illustrato da Rafael Canogar. ISBN 84-86753-02-3 ISBN 978-84-86753-02-3
- La pasajera, El País, 1990. ISSN 1697-9397.
- La resignación de la soberbia, Los pecados capitales. Barcellona, Grijalbo, 1990.
- La pasajera, Cuentos de cabecera [vol. 7]. Barcellona, Planeta-DeAgostini; NH Hotel, 1996.
- La segunda cicatriz, Cuentos de cabecera [vol. 7]. Barcellona, Planeta-DeAgostini; NH Hotel, 1996.
- El padre de sus hijos, Barcelona, un día. Madrid, Alfaguara, 1998.
- La verdad está arriba, Turia. Revista Cultural, 1998, n. 46, pp. 49–54. ISSN 0213-4373.

### Saggi
- Conocer Baudelaire y su obra. Barcellona, Dopesa, 1978. 124 pagine. ISBN 84-7235-391-5 ISBN 978-84-7235-391-6
- Baudelaire y su obra. Barcellona, Dopesa, 1978. 128 pagine. ISBN 84-7235-392-3 ISBN 978-84-7235-392-3
- La paradoja del primitivo. Barcellona, Seix Barral, 1983. 388 pagine. ISBN 84-322-0827-2 ISBN 978-84-322-0827-0
- El aprendizaje de la decepción. Pamplona, Pamiela, 1989. 204 pagine. ISBN 84-7681-084-9 ISBN 978-84-7681-084-2
- La Venecia de Casanova. Barcellona, Planeta, 1990. 169 pagine. ISBN 84-320-4912-3 ISBN 978-84-320-4912-5
- Baudelaire y el artista de la vida moderna. Pamplona, Pamiela, 1992. 176 pagine. ISBN 84-7681-116-0 ISBN 978-84-7681-116-0 .
- Salidas de tono. 50 reflexiones de un ciudadano. Barcellona, Anagrama, 1997. 224 pagine. ISBN 84-339-0527-9 ISBN 978-84-339-0527-7
- Lecturas compulsivas. Una invitación. Barcellona, Anagrama, 1998. 320 pagine. ISBN 84-339-0565-1 ISBN 978-84-339-0565-9
- Baudelaire (y el artista de la vida moderna). Barcellona, Anagrama, 1999. Riedizione di 176 pagine. ISBN 84-339-0575-9 ISBN 978-84-339-0575-8
- La invención de Caín. Ciudades y ciudadanos. Madrid, Alfaguara, 1999. 347 pagine. ISBN 84-204-3086-2 ISBN 978-84-204-3086-7 Madrid, Alfaguara, 1999. 87 páginas.
- Diccionario de las Artes. Barcellona, Anagrama, 2002. 307 pagine. ISBN 84-339-6182-9 ISBN 978-84-339-6182-2
- Cortocircuitos. Imágenes mudas. Madrid, Abada Editores, 2004. 90 pagine. ISBN 84-96258-25-4 ISBN 978-84-96258-25-9
- La arquitectura de la no-ciudad. Pamplona, Università Pubblica di Navarra, 2004. 240 pagine. ISBN 84-9769-054-0 ISBN 978-84-9769-054-6
- Esplendor y nada. Barcellona, El Lector Universal, 2006. 278 pagine, ISBN 84-935020-0-6 ISBN 978-84-935020-0-3
- Abierto a todas horas. Madrid, Alfaguara, 2007. 244 pagine. ISBN 978-84-204-7189-1
- Ovejas negras. Barcellona, Bruguera, 2007. 251 pagine. ISBN 978-84-02-42020-6
- La pasión domesticada. Las reinas de Persia y el nacimiento de la pintura moderna. Madrid, Abada Editores, 2007. 94 pagine. ISBN 978-84-96775-13-8
- Prefacio, in Contre Guernica. Pamphlet, di Antonio Saura. Ginevra, 5 Continents Editions, 2008. 120 pagine. ISBN 978-88-7439-475-3
- Prefacio, Contra el Guernica. Libelo, di Antonio Saura. Ginevra, Archives Antonio Saura; Ediciones La Central; Museo Nacional Centro de Arte Reina Sofía, 2009. 120 pagine. ISBN 978-84-936793-9-2
- Autobiografía sin vida. Barcellona, Mondadori, 2010. 176 pagine. ISBN 978-84-397-2322-6
- Diccionario de las Artes. Barcellona, Debate, 2011. 335 pagine. 2ª edizione, rivisitata ed ampliata. ISBN 978-84-9992-003-0
- Autobiografía de papel. Barcellona, Mondadori, 2013. 184 pagine. ISBN 978-84-397-2722-4
- Contra Jeremías. Artículos políticos. Barcellona, Debate, 2013. 212 pagine. ISBN 978-84-9992-289-8
- Nuevas lecturas compulsivas. Madrid, Círculo de Tiza, 2017. 384 pagine. ISBN 978-84-945719-0-9.

### Traduzioni
- El lenguaje y la búsqueda de la verdad, di John Wilson. Barcellona, Edhasa, 1971. ISBN 84-350-0037-0 ISBN 978-84-350-0037-6 Dall'inglese.
- Romanzi, La Religiosa; El sobrino de Rameau; Jacques el Fatalista, di Denis Diderot.Madrid, Alfaguara, 1979). 592 pagine. ISBN 84-204-0200-1 ISBN 978-84-204-0200-0 . Dal francese.
- Residua, di Samuel Beckett. Barcellona, Tusquets Editores, 1981. 80 pagine. ISBN 84-7223-001-5 ISBN 978-84-7223-001-9 Dal francese.
- Notas para la definición de la cultura, di T. S. Eliot. Madrid, Bruguera, 1983. ISBN 84-02-09643-3 ISBN 978-84-02-09643-2 Dall'inglese.
- Sin. Seguidor de El despoblado, di Samuel Beckett. Barcellona, Tusquets Editores, 1984. 56 pagine. ISBN 84-7223-029-5 ISBN 978-84-7223-029-3 Dal francese.
- Primer amor, di Samuel Beckett. Barcellona, Tusquets Editores, 1984. 48 pegine, ISBN 84-7223-026-0 ISBN 978-84-7223-026-2 Dal francese.
- Principios de an-arquía pura y aplicada, di Paul Valéry. Barcellona, Tusquets Editores, 1987. 214 pagine. ISBN 84-7223-095-3 ISBN 978-84-7223-095-8 Dal francese.
- Los discípulos en Sais, di Novalis. Madrid, Hiperión, 1988. ISBN 84-7517-228-8 ISBN 978-84-7517-228-6 Dal tedesco.
- Relatos, di Samuel Beckett. Barcellona, Tusquets Editores, 1997. In collaborazione con Ana María Moix e Jenaro Talens. 256 pagine. ISBN 84-8310-543-8 ISBN 978-84-8310-543-6 Dal francese.